# Polyp (Schiff)
Die Polyp war ein 1920 gebautes Küstenmotorschiff (Kümo), das von der deutschen Kriegsmarine 1940 bis 1945 als Hilfs-, Bergungs- und Wohnschiff genutzt wurde und nach Kriegsende wieder als Kümo fuhr.

## Bau und technische Daten
Das Schiff, mit hohem Schornstein und einem Mast, lief im November 1920 auf der Werft von J. Frerichs & Co., Einswarden, mit der Baunummer 356 und dem Namen Ivo vom Stapel und wurde im Dezember des Jahres an die Hamburg-Bremer Afrika-Linie, Bremen, abgeliefert. Es war 55,32 m lang und 9,06 m breit und hatte 3,60 m Tiefgang. Bei einer Vermessung von 667 BRT hatte es 870 t Tragfähigkeit. Eine Dreifach-Expansionsmaschine mit 500 Psi, gebaut von der Werft in ihrem Betrieb Osterholz, ermöglichte eine Geschwindigkeit von 9,5 kn.

## Geschichte
Das Schiff wurde bereits im Dezember 1921 an die H. P. Vith GmbH in Flensburg verkauft und am 23. Januar 1922 in Andrea Vith umbenannt. Am 25. März 1924 erfolgte ein erneuter Verkauf, an die  Stettiner Dampfer-Compagnie in Stettin die das Schiff in Sassnitz umbenannte. Nur 21 Monate später, am 21. Dezember 1925, kaufte der Reeder Carsten Rehder aus Altona das Schiff, das dann am 7. Juli 1927 den neuen Namen John Rehder erhielt.
Als auf der Germaniawerft in Kiel der Bau des in Zusammenarbeit mit dem Ingenieur und Erfinder Hellmuth Walter entwickelten und mit der revolutionären Walter-Turbinen-Anlage ausgestattete Versuchs-U-Boot VS 80 Anfang 1940 der Vollendung zuging (es lief 14. April 1940 vom Stapel), charterte die Kriegsmarine am 15. Februar 1940 die John Rehder und stellte sie, nach entsprechenden Umbauten, der Walter KG als Begleit-, Sicherungs- und Wohnschiff für die Erprobung des U-Boots zur Verfügung. Am 17. Juli 1940 kaufte die Kriegsmarine das Schiff endgültig. Es war ausschließlich zur Durchführung von Versuchen und Aufgaben im Rahmen der laufenden Marineaufträge zu nutzen. Die Erprobungen fanden anfangs in der Schlei, ab November 1940 in der Putziger Wiek südlich der Halbinsel Hela statt.
Nach Abschluss der VS-80-Erprobungen verblieb das Schiff bei der Kriegsmarine, die es in Polyp umbenannte und als Hilfsbergungsschiff, Schlepper und Wohnschiff in der Ostsee einsetzte. Beim erfolglosen Unternehmen Tanne Ost, der versuchten Besetzung der Insel Hogland im Finnischen Meerbusen am 15. September 1944 war die Polyp beteiligt und wurde dabei durch Feindbeschuss beschädigt.

## Nachkriegszeit
Kurz vor der Besetzung Hamburgs durch britische Truppen am 3. Mai 1945 gelang es der Reederei Carsten Rehder in Verhandlungen mit Vertretern der Kriegsmarine, den Verkauf des Schiffes an die Kriegsmarine zu annullieren und damit seine Konfiskation als Kriegsmarine-Eigentum und Kriegsbeute zu verhindern. Zwar wurde das Schiff zunächst von Großbritannien beschlagnahmt, dann jedoch an Rehder zurückgegeben. Es fuhr ab 10. März 1949 wieder als John Rehder, vor allem im Holztransport von Skandinavien nach Westdeutschland, und wurde schließlich am 18. Februar 1955 an Walther Ritscher, Hamburg, zum Abbruch verkauft.